# Веселбурен
Веселбурен (њем. Wesselburen) град је у њемачкој савезној држави Шлезвиг-Холштајн. Једно је од 115 општинских средишта округа Дитмаршен. Према процјени из 2010. у граду је живјело 3.020 становника. Посједује регионалну шифру (AGS) 1051127.

## Географски и демографски подаци
Веселбурен се налази у савезној држави Шлезвиг-Холштајн у округу Дитмаршен. Град се налази на надморској висини од 2 метра. Површина општине износи 5,1 km². У самом граду је, према процјени из 2010. године, живјело 3.020 становника. Просјечна густина становништва износи 588 становника/km².